# Etmadpur
Etmadpur è una suddivisione dell'India, classificata come municipal board, di 19.412 abitanti, situata nel distretto di Agra, nello stato federato dell'Uttar Pradesh. In base al numero di abitanti la città rientra nella classe IV (da 10.000 a 19.999 persone).

## Geografia fisica
La città è situata a 27° 42' 6 N e 79° 40' 5 E e ha un'altitudine di 144 m s.l.m..

## Società

### Evoluzione demografica
Al censimento del 2001 la popolazione di Etmadpur assommava a 19.412 persone, delle quali 10.385 maschi e 9.027 femmine. I bambini di età inferiore o uguale ai sei anni assommavano a 3.370, dei quali 1.824 maschi e 1.546 femmine. Infine, coloro che erano in grado di saper almeno leggere e scrivere erano 10.582, dei quali 6.526 maschi e 4.056 femmine.